# Родна кућа народног хероја Јована Шербановића
Родна кућа народног хероја Јована Шербановића се налази у селу Лазница, општина Жагубица, подигнута је крајем 19. века или почетком 20. века. Кућа је непокретно културно добро као споменик културе.

## Јован Шербановић
Јован Шербановић (1919-1944) је народни херој рођен у селу Лазница код Жагубице. Био је члан Комунистичке партије Југославије од 1939. године и истакнута личност Народноослободилачког покрета у источној Србији. Погинуо је 1944. године у селу Сиге код Жагубице и Указом Президијума Народне скупштине ФНРЈ 1949. године проглашен за народног хероја.

## Изглед куће
Кућа у којој је рођен се налази на петом километру пута Жагубица – Бор и има основу у облику ћириличног слова Г. Направљена је од цепаних летава у бондрук систему са испуном од блата. Малтерисана је блатом споља и изнутра. Састоји се из улазног економског дела и „куће”. Улазни део чини капија са пространим тремом и две еконимске просторије са једне и друге стране. Управно на овај део надовезује се стамбени део са „кућом” и собом. Таванска кострукција је дрвена, а садашњи покривач је бибер цреп.
Кућа је претворена у музеј са сталном етно поставком, а у дворишту је постављена спомен-биста Јована Шербановића.